# James Oglethorpe

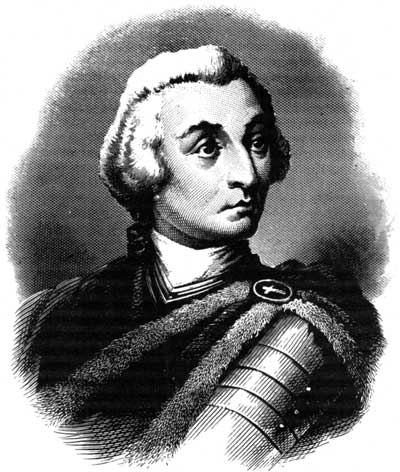
Generalul James Oglethorpe

James Oglethorpe, cunoscut și cu numele de James Edward Oglethorpe,
(n. 22 decembrie 1696, la Londra – d. 30 iunie 1785, la Cranham) a fost un general britanic, reformator social, filantrop și fondator al Coloniei Georgia, entitatea administrativă precursoare a statului american Georgia de astăzi. 

## Biografie
James Edward Oglethorpe s-a născut în Londra, la data de 22 decembrie 1696, ca fiu al Sir Theophilus Oglethorpe (1650 - 1702), care era originar din Westbrook Place, Godalming, în comitatul Surrey. 
În 1714 a intrat la Corpus Christi College, din Oxford, Anglia, dar, în același an s-a înrolat în armata Prințului de Savoy. Datorită recomandării lui John Churchill, James a devenit aide-de-camp personal al prințului, servind cu distincție în campania împotriva Imperiului otoman din anii 1716 - 1717, și în special la asaltul și capturarea Belgradului. 
După reîntoarcerea sa în Anglia, Oglethorpe a fost ales membru al Parlamentului Marii Britanii pentru circumscripția Haslemere în 1722. Ca filantrop și reformator social a militat pentru îmbunătățirea condițiilor din închisorile săracilor din Londra. Ulterior, a propus fondarea unei colonii a săracilor și a deținuților din închisorile datornicilor din Anglia, care ar fi urmat să fie plasată între coloniile britanice Carolina și Florida, în Lumea Nouă.

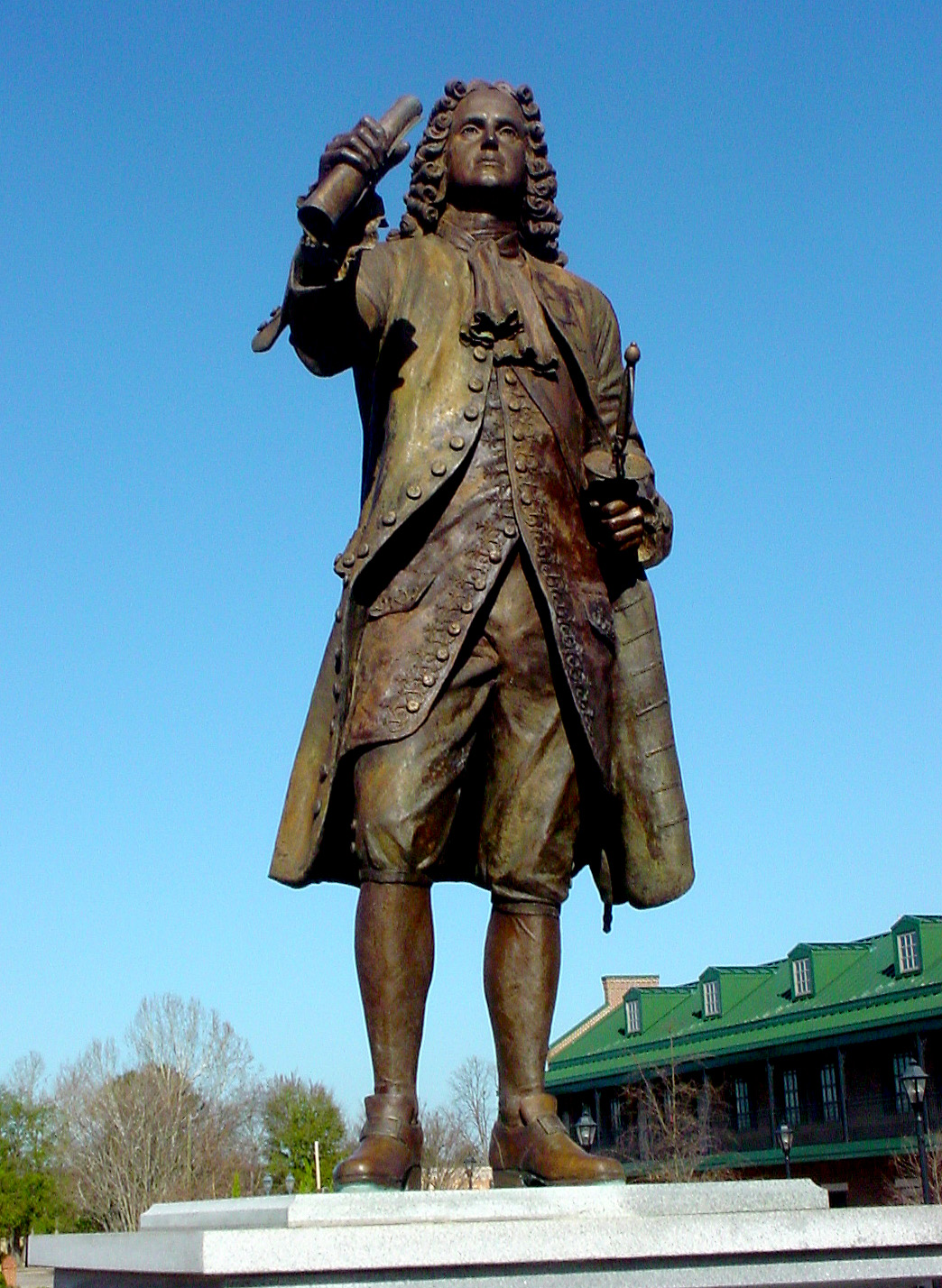
Statuia lui James Oglethorpe din Augusta, Georgia.

James Oglethorpe a fondat colonia pe care o propusese, și care se va numi Colonia Georgia, cu oameni săraci, dar liberi, respectiv cu protestanți, asupriți religios în Anglia, deși dorise ca fondarea și colonizarea ulterioară să se fi făcut cu debitori cărora li s-ar fi acordat grațierea din închisorile săracilor, care erau faimoase nu numai în Anglia, dar și pe întregul continent european pentru condițiile abominabile de tratare a deținuților.
James Edward Oglethorpe a fost fondatorul orașului Savannah, întâiul oraș al Georgiei, căruia i-a desenat planul. Savannah este un oraș cu străzi perpendiculare, lăsând, în mod regulat, spații pentru parcuri publice și 24 de mici scuaruri, dintre care 21 pot fi și astăzi întâlnite.
James Edward Oglethorpe a decedat la 30 iunie 1785.

## Cinstirea lui James Oglethorpe
- Universitatea din Atlanta, Georgia îi poartă numele.
- O școală primară din Savannah, Georgia îi poartă numele.
- O școală primară din localitatea în care a decedat și a fost înmormântat, Cranham, Essex ?, îi poartă numele.
- O statuie a lui James Edward Oglethorpe a fost ridicată la Augusta, Georgia.

## James Edward Oglethorpe în literatură
- Gregory Keyes a scris o serie de patru romane istorice, în care James Edward Oglethorpe este un personaj.